# Satpaevita
La satpaevita és un mineral de la classe dels òxids. Rep el nom de Kanysh Imantaevich Satpaev (11 d'abril de 1899 - 31 de gener de 1964) geòleg de l'Institut de Ciències Geològiques del Kazakhstan.

## Característiques
La satpaevita és un òxid de fórmula química Al₁₂V4+₂V5+₆O37·30H₂O. Es tracta d'una espècie aprovada per l'Associació Mineralògica Internacional, i publicada per primera vegada el 1959. Cristal·litza en el sistema ortoròmbic. La seva duresa a l'escala de Mohs és 1,5.
Segons la classificació de Nickel-Strunz, la satpaevita pertany a «04.HG: V[5+, 6+] vanadats. Òxids de V sense classificar» juntament amb els següents minerals: fervanita, navajoïta, huemulita, vanalita, vanoxita, simplotita, delrioïta, metadelrioïta, barnesita, hendersonita, grantsita i lenoblita.
Les mostres que van servir per a determinar l'espècie, el que es coneix com a material tipus, es troben conservades a l'Institut Miner de Sant Petersburg, amb el número de catàleg: 1251/1, al Museu Geològic Vernadsky, a Moscou, amb el número de referència: 49850, i a les col·leccions del Museu Mineralògic Fersmann, de l'Acadèmia de Ciències de Rússia, a Moscou, amb el número de registre: 62760.

## Formació i jaciments
Va ser descrita a partir de mostres recollides en dos indrets diferents del Kazakhstan: el dipòsit de vanadi de Kurumsak, situat a la localitat d'Aksumbe (Turquestan), i el dipòsit de vanadi de Balasauskandyk, a Shieli (Província de Khizilordà). També ha estat descrita en un altre dipòsit de vanadi, el de la vall del riu Ran, al Turquestan. Aquests tres indrets són els únics de tot el planeta on ha estat descrita aquesta espècie mineral.